# Porsgrunn
Porsgrunn är en stad som utgör centralort i Porsgrunns kommun i Telemark fylke i södra Norge.  Staden har växt samman med grannstaden Skien och utgör statistiskt tillsammans med denna, och några andra orter, tätorten Porsgrunn/Skien, vilken även sträcker sig in Bamble kommun.

## Historia
Namnet Porsgrunn härleds till växten pors och nämns första gången i boken Norrigis Beschrifuelse år 1613 och betecknar ett område kring älven Telemarksvassdragets utlopp. Orten växte upp som en uthamn till Skien eftersom älven blivit uppgrundad av lerras och sågspån. Tullhuset flyttades till Porsgrunn 1653, vilket ledde till en uppblomstring. En kyrka byggdes på västra sidan av älven 1758 och en på östra sidan 1760. Den senare totalförstördes vid en brand 2011 och en ny kyrka uppfördes 2019 efter ritningar av arkitekten Espen Surnevik och Trodahl Arkitekter. 1807 fick Porsgrunn "kjøpstadsrettigheter" och utskiljdes som en egen stadskommun 1842. Senare utvecklades Porsgrunn som en industriort med bland annat porslinsfabrik (1887) och Norsk Hydros konstgödselfabrik 1929.